# Силецкий, Сергей Валерьевич
Сергей Валерьевич Силецкий (укр. Сергій Валерійович Сілецький; род. 2 мая 1971, Николаев) — украинский футболист, защитник, полузащитник. В высшей лиге Украины выступал за «Николаев» (73 матча) и «Ворсклу» (1 матч).

## Футбольная биография
Футболом начал заниматься в ДЮСШ «Судостроитель» (Николаев). Первый тренер Александр Чунихин. Некоторое время учился в Днепропетровском спортинтернате у тренера Игоря Ветрогонова.
Во взрослом футболе Силецкий дебютировал в 1989 году в очаковском «Маяке». В его составе становился обладателем Кубка Советского Союза среди производственных коллективов, завоевал путевку во вторую лигу чемпионата СССР. После распада Советского Союза играл в Первой лиге Украины. В 1994 году перешёл в главную команду области. В СК «Николаев» дебютировал 27 марта 1994 года в домашнем матче с алчевской «Сталью». В этом матче Силецкий забил два мяча — половину из всего четырёх в составе «корабелов» (187 игр).
Далее игровая карьера Сергея продолжилась в полтавской «Ворскле», запорожском «Торпедо», южноукраинской «Олимпии ФК АЭС», николаевском «Воднике», херсонском «Кристалле» и ПФК «Севастополь». В чемпионатах Союза и Украины он сыграл 413 матчей, забил шесть мячей.

## Достижения
«Артания»
- Обладатель Кубка СССР среди производственных коллективов: 1990.

СК «Николаев»
- Победитель Первой лиги Украины: 1997/98.

«Водник»
- Бронзовый призёр чемпионата Украины среди любительских команд: 2002.

ПФК «Севастополь»
- Победитель второй лиги чемпионата Украины: 2006/07.

## Семья
Сын футболиста Валерия Силецкого.